# Полонія (футбольний клуб, Битом)
«Поло́нія Би́том» (пол. Polonia Bytom) — професіональний польський футбольний клуб з міста Битом.

## Історія
Колишні назви:
- 04.01.1920: ТС Полонія Битом (пол. TS [Towarzystwo Sportowe] Polonia Bytom)
- 1922-1945: не виступав
- 29.05.1945: ТС Полонія Битом (пол. TS Polonia Bytom)
- 1950: ТС Огніво Битом (пол. TS Ogniwo Bytom)
- 1955: ТС Полонія Битом (пол. TS Polonia Bytom)
- 1997: ТС Полонія/Шомбєркі Битом (пол. TS Polonia/Szombierki Bytom)
- 1998: ТС Полонія Битом (пол. TS Polonia Bytom)
- 06.2002: ТС Полонія Битом ССА (пол. TS Polonia Bytom SSA [Sportowa Spółka Akcyjna])
- 2009: КС Полонія Битом СА (пол. KS [Klub Sportowy] Polonia Bytom SA [Spółka Akcyjna])

4 січня 1920 року був організований спортивний клуб, який отримав назву «„Полонія“ Битом». У клубі діяла секція боротьби та футболу. У 1915 року у результаті переоформлення клуб став спортивним. У серпні 1922 року припинив існування, оскільки Битом у результаті поділу опинився на німецькій стороні.
Після Другої світової війни 29 травня 1945 року клуб відновив діяльність. Більшість гравців становили колишні футболісти львівської «Погоні». Був запозичений також герб і кольори «Погоні». У 1948 році «Полонія» дебютувала у чемпіонаті Польщі, посівши 10-е місце. У 1950 році рішенням польських влад клуб перейменовано на «Огніво Битом». У 1951 році клуб здобув чемпіонство.
20 березня 1955 року повернено історичну назву «Полонія Битом». У 1958 році команда дебютувала в європейських турнірах, а у 1964 грала у фіналі Кубку Польщі. У липні 1997 року «Полонія» об'єдналася з іншим битомським клубом «Шомбєркі», але 1 грудня 1998 року клуби розійшлися. У 2009 клуб отримав свою сучасну назву.

## Титули та досягнення
- Чемпіонат Польщі:
  - чемпіон (2): 1954, 1962
  - срібний призер (4): 1952, 1958, 1959, 1961
  - бронзовий призер (2): 1966, 1969
- Кубок Польщі:
  - фіналіст (3): 1964, 1973, 1977

Участь у євротурнірах:
- Кубок чемпіонів УЄФА:
  - 1/8 фіналу: 1962/1963
- Кубок Інтертото:
  - володар (1): 1964/1965
  - фіналіст (1): 1963/1964

## Виступи в єврокубках
| Сезон   | Змагання                     | Раунд    | Країна    | Клуб              | Вдома  | На виїзді | В сукупності |
| ------- | ---------------------------- | -------- | --------- | ----------------- | ------ | --------- | ------------ |
| 1964–65 | Кубок Інтертото              | Група C3 | Франція   | Ланс              | 4-0    | 1-3       | 1-е місце    |
| 1964–65 | Кубок Інтертото              | Група C3 | ФРН       | Шальке 04         | 6-0    | 0-2       | 1-е місце    |
| 1964–65 | Кубок Інтертото              | Група C3 | Швеція    | Дегерфорс         | 6-0    | 1-1       | 1-е місце    |
| 1964–65 | Кубок Інтертото              | 1Р       | Прохід    | Прохід            | Прохід | Прохід    | Прохід       |
| 1964–65 | Кубок Інтертото              | 1/4      | НДР       | Карл-Маркс-Штадт  | 0-2    | 4-1       | 4-3          |
| 1964–65 | Кубок Інтертото              | 1/2      | Бельгія   | Льєж              | 0-1    | 3-1       | 3-2          |
| 1964–65 | Кубок Інтертото              | Фінал    | НДР       | Локомотив Лейпциг | 0-3    | 5-1       | 5-4          |
| 1958/59 | Кубок Європейських чемпіонів | КР       | Угорщина  | МТК Будапешт      | 0–3    | 0–3       | 0-6          |
| 1962/63 | Кубок Європейських чемпіонів | КР       | Греція    | Панатінаїкос      | 2–1    | 4–1       | 6-2          |
| 1962/63 | Кубок Європейських чемпіонів | 1Р       | Туреччина | Галатасарай       | 1–4    | 1–0       | 2-4          |